# Jamhad
Jamhad je bil staroveško semitsko kraljestvo s središčem v Halabu (Alep), Sirija. 
Ustanovljeno je bilo proti koncu 19. stoletja pr. n. št. V njem so vladali kralji iz Jamhadske dinastije in svoje kraljestvo širili z vojsko in diplomacijo. Kraljstvo se je od ustanovitve uspešno upiralo agresiji svojih sosedov Marija, Katne in Asirije in med vladanjem Jarim-Lima I. sredi 18. stoletja pr. n. št. postalo najmočnejše sirsko kraljestvo svojega časa. Sredi 18. stoletja pr. n. št. je neposredno ali preko vazalov obvladovalo večino Sirije, razen njenega južnega dela. Skoraj stoletje in pol je obvladovalo  severno, severozahodno in vzhodno Sirijo in imelo vpliv na majhna kraljestva v Mezopotamiji in na meji z Elamom. Kraljestvo so sčasoma uničili Hetiti, v 16. stoletju pr. n. št. pa so ga k svojemu kraljestvu priključili Mitanci.
Prebivalci so bili večinoma Amoriti s tipično sirsko kulturo bronaste dobe. V Jamhadu je bilo tudi veliko Huritov, ki so s svojo kulturo vplivali na kulturo Amoritov. Jamhad je nadziral široko mrežo trgovskih poti in bil vrata med vzhodno Iransko planoto na vzhodu in egejsko regijo na zahodu. Prebivalci so častili tradicionalna  severozahodna semitska božanstva. Prestolnico Halab so imeli za najsvetejše sirsko mesto in središče čaščenja Hadada, najvišjega božanstva v severni Siriji.

## Zgodovina
Arheologi so do zdaj izkopali samo majhen del Halaba, ker ni bil v svoji dolgi zgodovini nikoli zapuščen in na njem stoji sodobno mesto. Večina znanja o Jamhadu zato prihaja s tablic, odkritih v Alalahu in Mariju.

### Ustanovitev
Ime Jamhad je bilo verjetno ime amoritskega plemena in se zdaj uporablja kot sopomenka za Halab, kadar se nanaša na kraljestvo. Mesto Halab je bilo versko središče v severni Siriji in je bilo kot Ha-lam omenjeno kot vazal Eblaitskega imperija, ki je sredi 3. tisočletja pr. n. št. nadziral večji del Sirije. Slava Halaba kot svetega mesta je prispevala k njegovi poznejši pomembnosti. Glavni mestni tempelj je bil posvečen bogu nevihte Hadadu in se je imenoval "Hadadovo mesto".
Imeni Halab in Jamhad sta prvič pojavili v starobabilonskem obdobju. Odkrili so ju na valjastem pečatniku prvega jamhadskega kralja  Sumu-Epuha (vladal okoli 1810-1780 pr. n. št.), Na pečatu sta bila omenjena tudi Halalah in Tuba. Sumu-Epuh je utrdil kraljestvo in užival dinastično zavezništvo Jahdun-Lima Marijskega proti Asiriji.  Jahdun-Lim se je kasneje obrnil proti njemu in ogrozil njegovo kraljestvo. Jamhadski kralj je podprl jaminitska plemena in sklenil zavezništva proti marijskemu kralju z drugimi sirskimi državami, vključno z Uršujem, Hasumom in Karkemišem. Marijski kralj je porazil svoje nasprotnike, potem pa ga je ubil njegov sin Sumu-Jaman.

### Rivalstvo z Asirijo in širitev kraljestva
Vzpon asirskega kralja Šamši-Adada I. se je za Jamhad izkazal za nevarnejšega od Marija. Asirski kralj je bil ambiciozen osvajalec, ki je želel zavladati celi Mezopotamiji in Levantu  in se je imenovati "kralj sveta". Šamši-Adad je s sklenitvijo zavezništev s Karkemišem, Hasumom in Uršujem na severu in osvojitvijo Marija na vzhodu z vseh strani obdal Jamhad. Poraženi kralj Marija Zimri-Lim je pobegnil na Sumu-Epuhov dvor, kjer je bil kot legitimni dedič Marija in mogoči zaveznik proti Asiriji toplo sprejet.
Najbolj nevarno je bilo Šamši-Adadovo zavezništvo s Katno, katere kralj Iši-Adu je postal asirski agent na jamhadskih mejah in poročil svojo hčerko s Šamši-Adadovim sinom Jasmah-Adadom. Slednjega je oče imenoval za kralja Marija.  Sumu-Epuh je bil v vojni s Šamši-Adadom ubit. Nasledil ga je sin Jarim-Lim I., ki je utrdil kraljestvo in  iz njega ustvaril najmočnejše kraljestvo v Siriji in severni Mezopotamiji.
Jarim-Lim  je sam in s svojima zaveznikoma  Hamurabijem Babilonskim in Ibal-pi-elom II. Ešnunskim obkolil Šamši-Adadovo kraljestvo in nato leta 1777 pr. n. št. prodrl proti vzhodu, osvojil Tutul in za njegovega guvernerja imenoval Zimri-Lima.  Asirski kralj je naslednje leto umrl.  Jarim-Lim je poslal v Mari vojsko pod Zimri-Limovim poveljstvom, da bi obnovil prestol svojih prednikov in hkrati postal vazal Jarim-Limov vazal.   Zavezništvo so utrdili z dinastično poroko novega marijskega kralja z Jarim-Limovo hčerko Šibtu.
Jarim-Lim je naslednja leta širil svoje kraljestvo in na severu dosegel Mammo. Sirske mestne države je pokoril s sklepanjem zavezništev ali s silo. Njegovi vazali so postali Mamma, Ebla in Ugarit, Katna pa je ostala neodvisna, vendar je po smrti svojega zaveznika Šamši-Adada I. sklenila mir z Jamhadom.
Vzorec Jarim-Limove diplomacije in vojne politike je razviden iz zapisa na tablici, poslani kralju Derja v južni Mezopotamiji, na kateri je tudi vojna napoved Derju in njegovemu sosedu Diniktumu. Na tablici je omenjenih 500 jamhadskih vojaških ladij, ki naj bi jih Jarim-Lim za dvanajst let namestil v Diniktumu, in vojaška podpora Derju, ki naj bi trajala petnajst let. Jamhad je po teh Jarim-Limovih dosežkih dobil status "velikega kraljestva", on sam pa je postal "veliki kralj".
Jarim-Lima I. je nasledil njegov sin Hamurabi I., ki je vladal relativno mirno. Karkemiš je prisilil, da se mu je uklonil, in poslal svoje vojake na pomoč Hamurabiju Babilonskemu proti Larsi in Elamu. Zavezništvo z Babilonom se je končalo, ko je babilonski kralj izropal in uničil Mari. Jamhada ni napadel in odnosi med kraljestvoma so se kasneje umirili. Vakuum moči, ki ga je povzročil padec Marija, je odprl pot Hamurabijevemu širkenju Jamhada proti vzhodu v gornje porečje Haburja. Šubat-Enlil je postal njegov vazal.
Hamurabija I. je nasledil njegov sin Aba-El I. Med njegovim vladanjem se je zgodil upor v mestu Irridu, ki je bil pod oblastju Aba-Elovega brata Jarim-Lima. Kralj se je na upor odzval z uničenjem Irriduja. Bratu je kot nadomestili prepustil prestol v Alalahu  in s tem ustvaril stransko vejo dinastije.

### Upadanje in konec
Vladavine naslednikov Aba-Ela I. so slabo dokumentirane. Od vladavine Jarim-Lima III. je začela moč kraljestva slabeti zaradi notranjih nesoglasij. Jarim-Lim III. je vladal v šibkem kraljestvu. Nadoblast v Katni mu je uspelo obdržati, medtem ko se je Alalah osamosvojil pod samooklicanim kraljem Amitakumom. Kralj Jamhada je kljub nazadovanju ostal najmočnejši kralj sirskih držav. Hetiti so ga še vedno naslavljali "veliki kralj" in ga na diplomatski ravni enačili s svojim kraljem.
Vzpon hetitskega kraljestva na severu je za Jamhad pomenil veliko grožnjo. Jarim-Lim III. in njegov naslednik Hamurabi III. sta vzdržala pritisk hetitskega kralja Hatušilija I.  s sklepanjem zavezništev s huritskimi kneževinami, potem pa se je Hatušili odločil, da ne bo napadel Halaba in je začel osvajati Jamhadove vazale in zaveznike. V kampanjah proti Siriji je v drugem letu svojega vladanja leta 1650 pr. n. št. (srednja kronologija) ali malo pozneje najprej osvojil Alalah in nato napadel Hurite v Uršu severovzhodno od Halaba. Huriti so bili kljub podpori Karkemiša in Halaba premagani. Hetitski kralj je za njimi v šestem letu sirske vojne  pri gori Atalur premagal še jamhadsko vojsko  in opustošil Hasum in več drugih huritskih mest. Hatušili I. je nazadnje napadel še Halab. Napad se je končal s porazom. Hetitski kralj je bil v napadu ranjen in zaradi ran okoli leta 1620 pr. n. št. umrl. Hatušilijeva vojna je znatno oslabila Jamhad. Njegov status se upadel in vladar se ni več naslavljal z "veliki kralj".
Hetitski prestol je nasledil Hatušilijev vnuk Muršili I., ki je okoli leta 1600 pr. n. št. premagal in uničil Jamhad kot glavno silo v Levantu. Muršili je zatem napadel Babilon in ga izropal in bil na povratku v Hatušo umorjen. Po njegovi smrti je njegovo Hetitsko cesarstvo razpadlo. Halab je bil obnovljen in kraljestvo se je razširilo in ponovno posedovalo tudi Halalah. V obnovljenem kraljestvu so vladali kralji, znani samo po imenih. Prvi je bil Sara-El, ki bi lahko bil sin Jarim-Lima III. Zadnji kralj dinastije je bil Ilim-Ilima I., čigar vladavina se je končala leta 1524 pr. n. št. s smrtjo v uporu, ki ga je sprožil mitanski kralj Paršatatar in priključil Halab k svojemu kraljestvu. Sedem let po osvojitvi Alalaha je Idrimi sklenil mir z Mitanijem in dobil status vazala. Pod njegovo oblast je prišel tudi Halab. Za sedež dinastije je kljub temu izbral Alalah in privzel naslov "kralj Halaba". Raba imena Jamhad se je s tem končala.

### Kralji Jamhada
Datumi so približni in skladni srednjo kronologijo.
| Kralj          | Vladanje                                            | Naslov       | Sorodstvo s predhodnikom     |
| -------------- | --------------------------------------------------- | ------------ | ---------------------------- |
| Sumu-Epuh      | okoli 1810 pr. n. št. – okoli 1780 pr. n. št.       | Kralj        |                              |
| Jarim-Lim I.   | okoli 1780 pr. n. št. – okoli 1764 pr. n. št.       | Veliki kralj | Sin.                         |
| Hamurabi I.    | okoli 1764 pr. n. št. – okoli 1750 pr. n. št.       | Veliki kralj | Sin.                         |
| Aba-El I.      | okoli 1750 pr. n. št. – okoli 1720 pr. n. št.       | Veliki kralj | Sin.                         |
| Jarim-Lim II.  | okoli 1720 pr. n. št. – okoli 1700 pr. n. št.       | Veliki kralj | Sin.                         |
| Nikmi-Epuh     | okoli 1700 pr. n. št. – okoli 1675 pr. n. št.       | Veliki kralj | Sin.                         |
| Irkabtum       | okoli 1675 pr. n. št.– Mid-17th century pr. n. št.  | Veliki kralj | Sin.                         |
| Hamurabi II.   | sredina 17. stoletja pr. n. št.                     | Veliki kralj | Verjetno brat.               |
| Jarim-Lim III. | Mid-17th century pr. n. št. – okoli 1625 pr. n. št. | Veliki kralj | Irkabtumov braz.             |
| Hamurabi III.  | okoli 1625 pr. n. št. – okoli 1600 pr. n. št.       | Kralj        | Sin.                         |
| Sara-El        | zgodnje 16. stoletje pr. n. št.                     | Kralj        | Verjetno sin Jarim-Lima III. |
| Aba-El II.     | sredina 16. stoletja pr. n. št.                     | Kralj        | Sin.                         |
| Ilim-Ilimma I. | okoli 1524 pr. n. št. – okoli 1517 pr. n. št.       | Kralj        | Verjetno sin.                |

## Prebivalci in kultura
Prebivalci Jamhada so bili Amoriti in govorili amorejski jezik. Jamdad je bil pod manjšim mezopotamskim, egipčanskim in egejskim vplivom, a je kljub temu pripadal predvsem sirski kulturi srednje bronaste dobe. Kultura je značilno vplivala na arhitekturo in funkcije templjev, ki so bili večinoma kultni, medtem ko je bila politična oblast v kraljevi palači. Takšna delitev moči je bila v nasprotju s pomembno politično vlogo templjev v Mezopotamiji.
Ker glavno mesto Halab ni izkopano, arhitekturo kraljestva arheološko najbolje predstavlja mesto Alalah, ki je bilo podrejeno Halabu in mu je vladal kralj iz jamhadske kraljeve hiše.
Amoriti so na splošno gradili velike palače, arhitekturno podobne starimi palačami iz babilonske dobe. Imele so velika notranja dvorišča, prestolne dvorane, tlakovana tla, kanalizacijo in ometane stene, kar kaže, da so jih gradili mojstri. Nekaj značilnosti kaže, da so dodelane prizore na stenah palač v Alalahu naslikali egejski minojski umetniki.
Pečati jamhadskih kraljev so imeli značilno sirsko ikonografijo, ki je dajala prednost sirskim bogovom. Egipčanski vpliv je bil minimalen in omejen na ank, ki ga ni mogoče razlagati kot posnemanje egipčanskih ritualov, temveč zgolj kot nadomestek čaše, ki so jo sicer nosila sirska božanstva.
Jamhad je imel svoj slog oblačenja, imenovan jamhadski slog, ki je po poroki Jarim-limove hčerke Šibtu z marijskim Kraljem Zimri-Limom postal priljubljen tudi v Mariju.
Po padcu Akadskega cesarstva so se začeli v mestu in okolici naseljevati Huriti. in do okoli 1725 pr. n. št. postali znaten del prebivalstva. S seboj so prinesli tudi svojo kulturo in religijo, kar dokazuje nekaj verskih praznovanj  s huritskimi imeni.

## Gospodarstvo
Lega Halaba je vedno pomembno vplivala na njegov sloves gospodarskega središča.  Jamhadsko gospodarstvo je temeljilo na trgovanju z Iranom, Mezopotamijo, Ciprom in Anatolijo. Glavni pristanišči na Evfratu sta bili bližnji Emar in Alalah, ki je bil bliže Sredozemskemu morju.
Ukrepi Jarim-Lima I. in njegovo zavezništvo z Babilonom so se izkazali za življenjsko pomembne za gospodarstvo kraljestva, saj so zagotovili trgovino med Mezopotamijo in severno Sirijo, kralj Marija pa je varoval karavanske poti med Perzijskim zalivom in Anatolijo. Emar je privabil številne babilonske trgovce, da so se priselili v mesto in trajno vplivali na obliko lokalnih in mednarodnih pisnih sporazumov.  Besedila tako imenovanega sirskega tipa iz Emarja so še v 14. stoletju pr. n. št. imela izrazite babilonske značilnosti.
Jamhad je postal središče trgovanja z bakrom, ki so ga uvažali verjetno iz Anatolije in Cipra. Babilonska invazija na Mari je negativno vplivala na trgovanje med obema kraljestvoma, ker so karavanske poti brez zaščite Marija postale nevarne. Babilonski kralj Samsu-iluna je zato za njihovo zaščito v dolini  Evfrata zgradil niz trdnjav in ustanovil kolonije plačancev, znane kot "kasitske hiše". Kolonije so se kasneje razvile v delno neodvisne države, ki so se vojskovale z babilonskim kraljem Ami-Saduko in začasno prekinile trgovanje.

## Vera
Prebivalci Jamhada so prakticirali amoritsko vero in častili predvsem severozahodna semitska božanstva. Najpomembnejša med njimi je bila Dagon, ki je veljal za očeta bogov, v Hadadu pa je bil najpomembnejše božanstvo in glava panteona. Hadada kot boga nevihte so začeli častiti sredi 3. tisočletja pr. n. št. Njegov glavni tempelj je bil na hribu s citadelo v središču mesta in bil v rabi od 24. stoletja pr. n.  št. do najmanj 9. stoletja pr. n. št.
Eden od vladarjevih naslovov se je glasil "ljubljenec Hadada". Hadad je bil tudi zavetnik kraljestva. Njegovo ime je bilo vključeno v vse pogodbe in se uporabljalo kot  grožnja drugim kraljestvom  in v vojnih napovedih.
Z naraščanjem deleža huritskega prebivalstva so rasli tudi huritski  verski vplivi in nekatera njihova božanstva so našla prostor v jamhadskem panteonu. Kralj Aba-El I. je v enem od besedil omenil, da je dobil podporo huritske boginje Hebat, žene glavnega huritskega  božanstva Tešuba. Huriti so kasneje začeli enačiti Tešuba s Hadadom in Tešub je prevzel Hadadovo mesto  halabskega boga nevihte.
Poleg splošnih bogov so imeli kralji tudi "glavnega boga", ki je imel intimno zvezo s častilcem. Kralj Jarim-Lim I. je Hadada opisal kot boga države, mezopotamskega boga Sina pa kot "boga svoje glave". Podobno se je obnašal tudi njegov sin Hamurabi I.